# Islotes de los Apóstoles (Crozet)

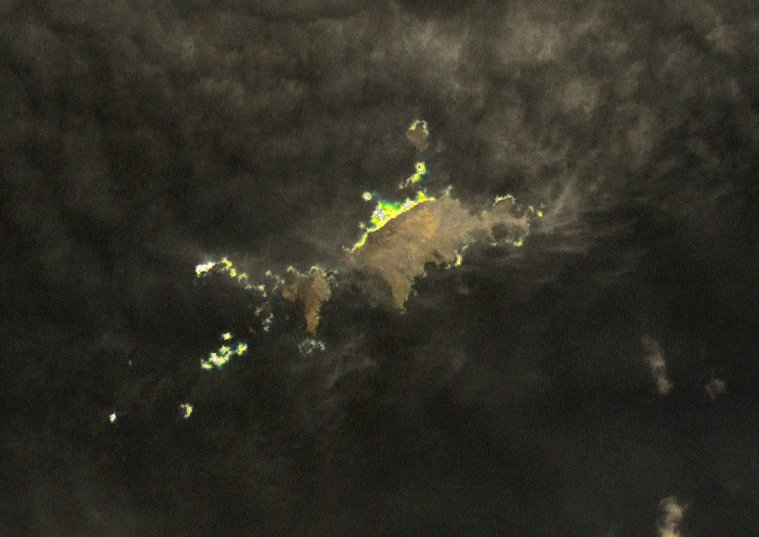
Islotes de los Apóstoles.

Los islotes de los Apóstoles (en francés: Îlots des Apôtres) son un conjunto de islotes incluidos en el archipiélago de las islas Crozet, que a su vez forma parte de los Territorios Australes Franceses. Son un total de 19 islotes.

## Geografía
Los islotes forman parte de un grupo occidental del archipiélago, situados a 10 kilómetros al noroeste de la isla de los Cerdos, la mayor del conjunto. Hay una isla principal, llamada la grande (Grande Île), así como una secundaria o pequeña (Petite Île), además de un total de 17 elevaciones rocosas sobre el nivel del mar, entre las que suman 2 kilómetros cuadrados.
Las islas son muy escarpadas. La isla Grande tiene una altitud de 289 metros, mientras que la isla Pequeña llega a los 246 metros. Dos de los islotes rocosos alcanzan los 110 metros.

## Actividad volcánica
Las islas se enclavan en una falla, en dirección noreste-suroeste. Sobre la isla Grande se observan las brechas en los bloques y los restos de las columnas de lava, probablemente basáltica. Se estima que la actividad volcánica tuvo lugar hace entre 2,6 y 5,5 millones de años, en el medio Plioceno.

## Islas
Islas y rocas del conjunto (19 en total), de norte a sur y según sus nombres originales franceses:
- Rocher Nord (6 hectáreas)
- L'Enclume (1,5)
- Grande Île (150)
- Le Clown (0,4)
- La Sentinelle Perdue (0,2)
- Les Jumeaux (0,5)
- Rocher Fendu (3)
- Petite Île (30)
- Les Sentinelles du Diable (1)
- La Grande Aiguille (1)
- La Petite Aiguille (0,2)
- Le Hangar (1,5)
- Le Donjon (2)
- (Islote sin nombre) (Menos de 0,1 hectáreas)
- Rocher Sud (1,5)
- Le Torpilleur (0,1)
- Le Caillou (0,4)
- L'Obélisque (0,3)
- Rocher Percé (0,1)

## Historia
Los islotes de los Apóstoles son tristemente célebres por el naufragio del Strathmore, la noche del 2 de julio de 1875, que efectuaba su viaje inaugural entre Reino Unido y Nueva Zelanda. Murieron 44 de las 89 personas que iban a bordo. Las que sobrevivieron tuvieron que hacer frente a 205 días de privaciones, hambre, sed e incluso promiscuidad. El 21 de junio de 1876 los 38 supervivientes fueron rescatados por el navío Young Phoenix.
El historiador neozelandés Ian Church narró la aventura en 1985, en su libro Survival on the Crozet Island.
- Datos: Q292731
- Multimedia: Îlots des Apôtres / Q292731